# Rumex pratensis
Rumex pratensis là một loài thực vật có hoa trong họ Rau răm. Loài này được Mert. & W.D.J.Koch miêu tả khoa học đầu tiên năm 1826.